# Hagley Hall

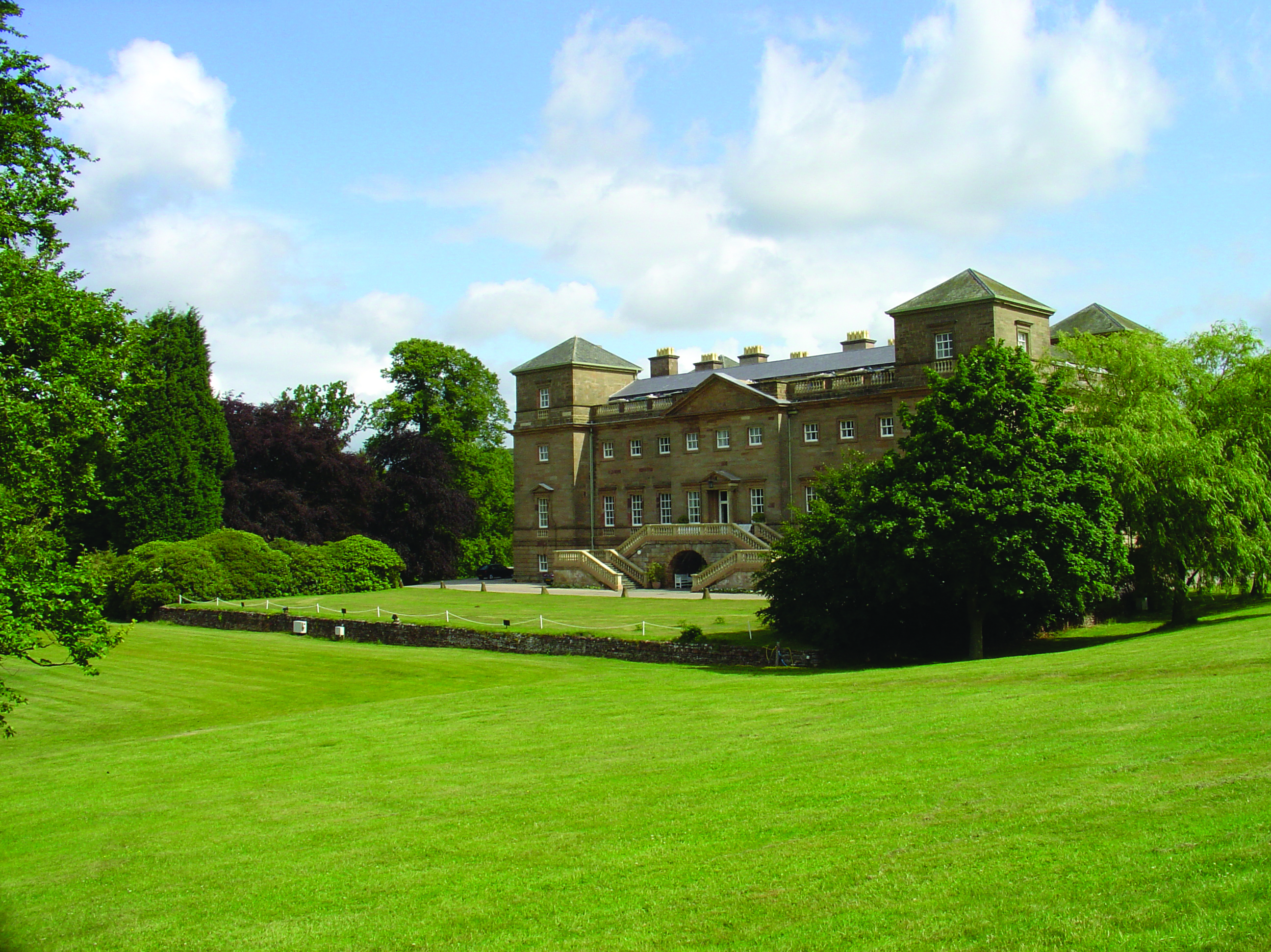
Hagley Hall im Juni 2011

Hagley Hall ist ein Landhaus im Dorf Hagley in der englischen Grafschaft Worcestershire. Das von English Heritage als historisches Bauwerk I. Grades gelistete Hausa aus dem 18. Jahrhundert ist das Heim der Familie Lyttelton. George Lyttelton, 1. Baron Lyttelton (1709–1773), der Sekretär von Friedrich Ludwig von Hannover, Dichter, Briefschreiber und kurze Zeit auch Schatzkanzler, ließ es bauen. Vor dem Tod seines Vaters, Sir Thomas Lyttelton, 4. Baronet, 1751 begann er bereits, das Gelände als Landschaftsgarten im neuartigen Picturesque-Stil gestalten zu lassen und von 1754 bis 1760 ließ er das heute noch erhaltene Haus im palladianistischen Stil erbauen.
Nach einem Brand 1925 wurde das Haus mit Ausnahme des obersten Stockwerkes – der Wohnungen der Dienerschaft – wiederaufgebaut. Dies führte dazu, dass die heutige Dachlinie zwischen den Türmen niedriger liegt, als sie ursprünglich ausgeführt war.
Das Anwesen verfiel fiel Anfang der 1970er-Jahre immer mehr in Schulden. John Lyttelton, 11. Viscount Cobham, war gezwungen, große Teile des Grundstückes zu verkaufen, um das Haus zu erhalten (und daneben die finanziellen Folgen seiner Scheidung zu tragen). Sein Bruder und Nachfolger, Christopher Charles Lyttelton, 12. Viscount Cobham, ließ mit den Restaurierungsarbeiten am Haupthaus und dem Park beginnen. Der Park ist öffentlich zugänglich und ein Teil des Hauses kann als Veranstaltungsort gemietet werden.
Seit 2012 wohnen in dem Landhaus der 12. Viscount Cobham und seine Gattin Tessa.

## Haus

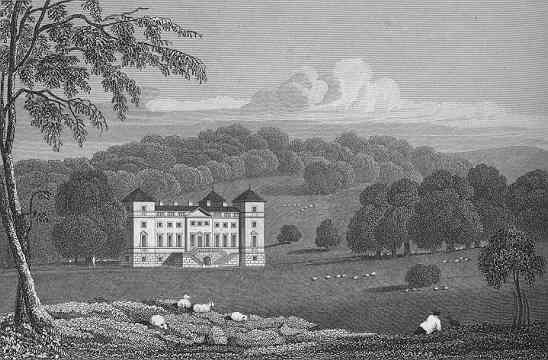
Hagley Hall in den 1820er-Jahren. Frontfassade (Ausrichtung: Südwesten).

Vor dem Bau des heutigen palladianistischen Hauses auf Geheiß des 1. Lord Lyttelton beschrieb man das frühere Haus auf dem Gelände als „bequem und hauptsächlich aus Holz gebaut“.
Die Mode palladianistischer Häuser begann in London zwischen 1715 und 1720. Sie verbreitete sich über viele Grafschaften und erreichte Worcestershire erst in den 1750er-Jahren. Die zwei schönsten Beispiele für diesen Stil in Worcestershire waren Croome Court, der zwischen 1751 und 1752 entstand, und Hagley Hall, die von Sanderson Miller (mit Hilfe des Londoner Architekten John Sanderson) 1754–1760 erbaut wurde. Typische palladianistische Elemente an Hagley Hall sind z. B. das einfache Äußere und die Ecktürme mit den pyramidenförmigen Dächern (ein Designelement, das erstmals Inigo Jones beim Entwurf von Wilton House in Wiltshire verwendete), sowie die venezianischen Fenster. Im Haus finden sich ein schönes Beispiel für Rokokostuckarbeiten von Francesco Vasalli, eine einmalige Sammlung von Chippendale-Möbeln aus dem 18. Jahrhundert und Familienporträts, z. B. Arbeiten von Anthonis van Dyck, Joshua Reynolds, Cornelis Janssens van Ceulen und Peter Lely. Ein Katalog der Sammlungen wurde 1900 veröffentlicht.

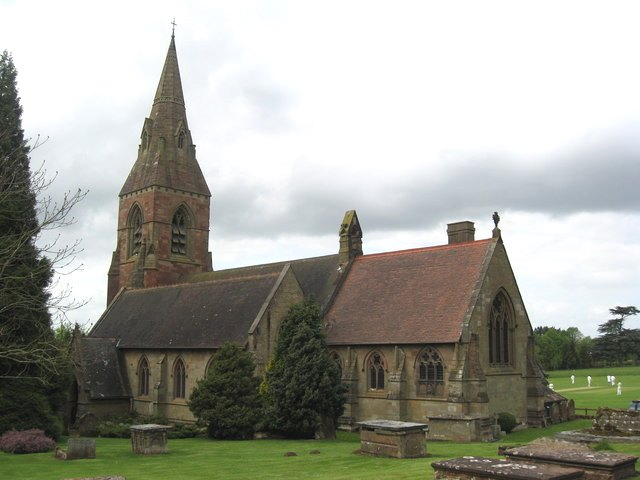
St John the Baptist Church, Hagley

Am Heiligen Abend 1925 zerstörte ein schlimmer Brand große Teile der Bibliothek und viele Gemälde. Obwohl geschmolzenes Blei vom Dach durch das Haus lief, schafften es alle, die dort waren, nach draußen. Auf dem Höhepunkt des Brandes, als nichts mehr aus dem Inneren des Hauses gerettet werden konnte, hörte man den 9. Viscount murmeln: „Die Arbeit meines Lebens ist zerstört!“ Er und seine Gattin ließen das Haus peinlich genau restaurieren, allerdings mit Ausnahme der Unterkünfte für die Dienerschaft im obersten Stockwerk.
Nördlich des Landhauses und von diesem nur durch eine schmale Auffahrt getrennt liegen ausgedehnte Stallungen. Die Gebäude sind um zwei Innenhöfe herum angeordnet. Sie dienen nicht mehr ihrem ursprünglichen Zweck, sondern sind heute ein Gewerbehof für kleine örtliche Unternehmen.
Nur wenig westliche des Landhauses, gegenüber seiner Rückfront, liegt die Pfarrkirche St John the Baptist (dt. „Johannes der Täufer“). Sie ist von einem Kirchhof umgeben. Im alten Teil des Friedhofes findet sich das Familiengrab der Lytteltons, wo viele Eigentümer der Hagley Hall und ihre Verwandten beerdigt liegen. Direkt nordöstlich der Pfarrkirche liegt das Grundstück des Hagley Cricket Club mit seinem Clubhaus.

## Park

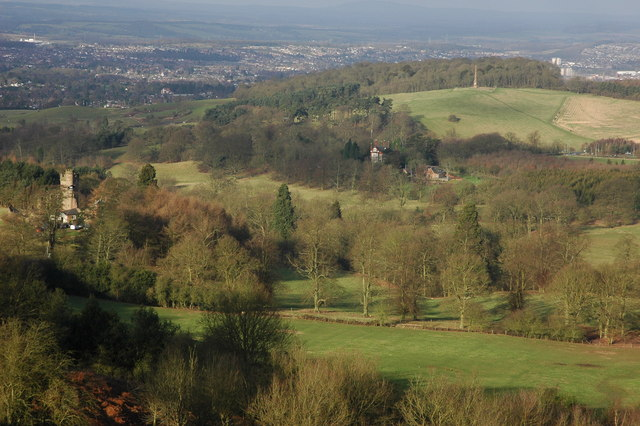
Hagley Park im Vordergrund und Hagley Obelisk auf dem Wychbury Hill im Mittelgrund, gesehen von den benachbarten Clent Hills.

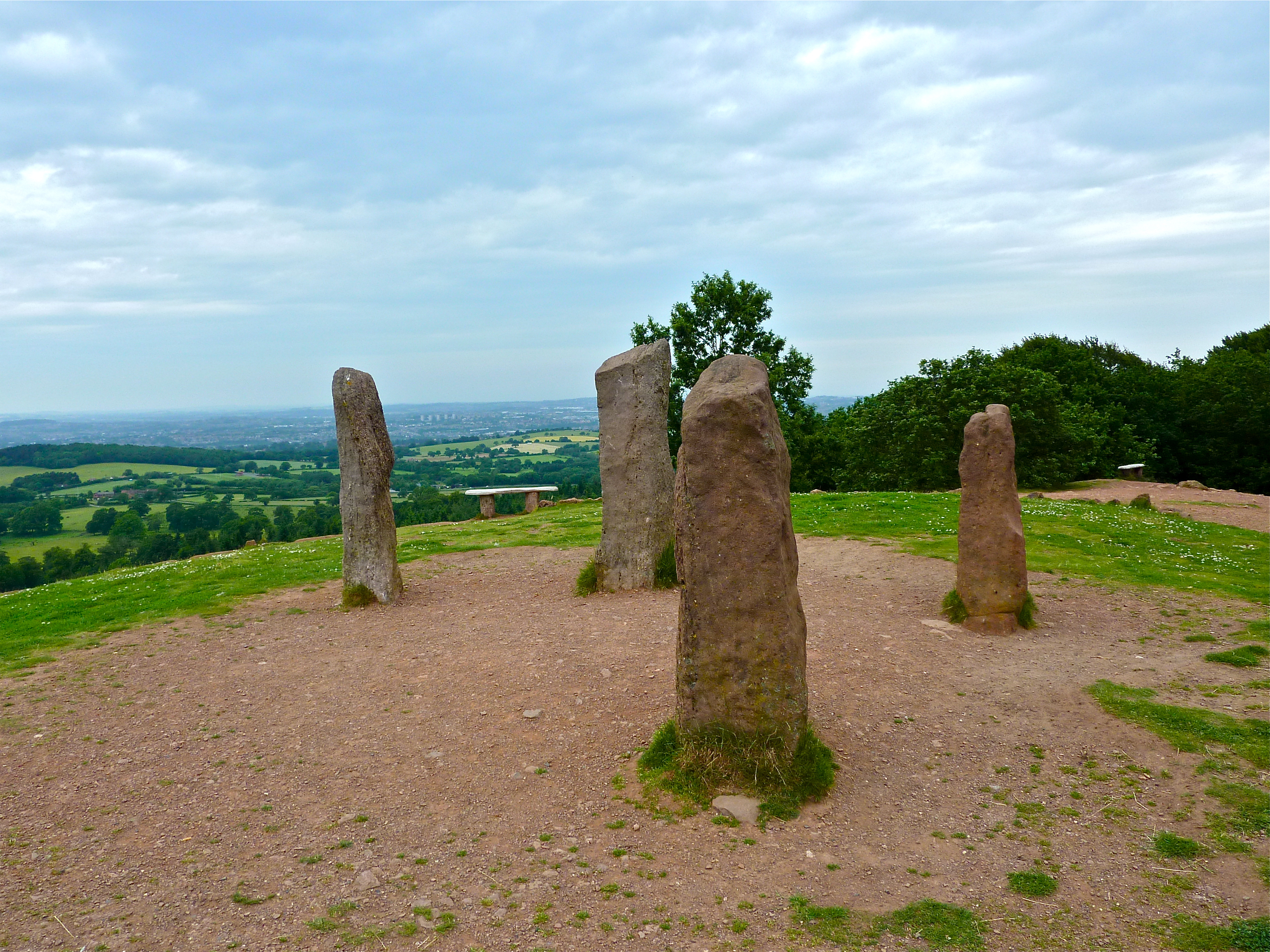
The Four Stones – auch Ossians Grab genannt

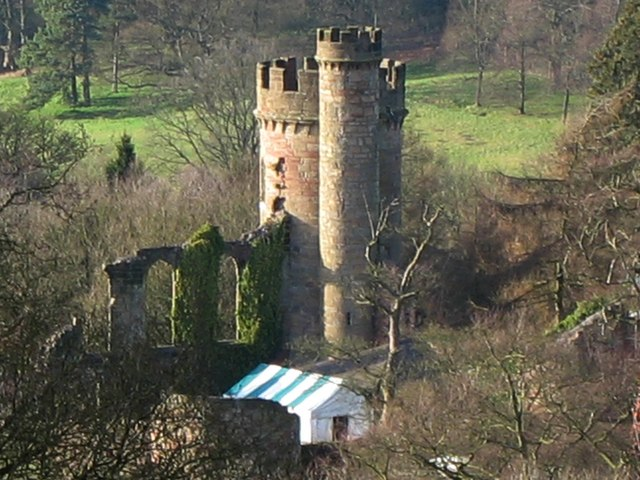
Hagley Park Castle, das Sanderson Miller für George Lyttelton, 1. Baron Lyttelton, Mitte des 18. Jahrhunderts im Stil einer kleinen, mittelalterlichen Burgruine baute

Das Landhaus liegt in einem 1,4 km² großen landschaftsgärtnerisch gestalteten Rehpark, in dem Damhirsche unterschiedlicher Färbung grasen. Wychbury Hill, ebenfalls Teil des Anwesens, ist öffentlich zugänglich. Einen Park in Hagley gab es seit der Regierungszeit Eduards III. im 14. Jahrhundert. Der heutige Landschaftspark wurde zwischen etwa 1739 und 1764 mit Follies nach Planungen von John Pitt, Thomas Pitt, James „Athenian“ Stuart und Sanderson Miller geschaffen. Hagley Hall und Croome Court haben in ihren Parks mehr Follies und ähnliche Einrichtungen als alle anderen Anwesen in England.
Zu den Follies im Hagley Park gehört auch der Hagley Obelisk auf dem Wychbury Hill, der 1764 für Sir Richard Lyttelton gebaut wurde. Er ist viele Meilen weit zu sehen. Der Theseus-Tempel wurde von 1759 bis etwa 1762 zum Preis von £ 300 errichtet und war ein Geschenk von Admiral Smith, Lytteltons Halbbruder. Andere kleine, klassische Gebäude sind z. B. Hagley Park Castle, eine extra drapierte, mittelalterliche Burgruine, und „Die vier Steine“, auch „Ossians Grab“ genannt, auf dem Gipfel des Clent Hill. Horace Walpole, der bekanntermaßen nur schwer zufriedenzustellen war, schrieb nach seinem Besuch 1753: „Ich habe mir fast die Augen ausgestarrt, meine Füße abgeklettert und meine Zunge und mein Vokabular abgelobt.“
Im April 1786 besuchte John Adams, der künftige zweite Präsident der USA, auf seiner Tour durch das Vereinigte Königreich zusammen mit Thomas Jefferson, der zunächst Vizepräsident und dann ebenfalls Präsident der USA werden sollte, Hagley Hall und andere wichtige Häuser in der Gegend. Nach seinem Besuch schrieb er in sein Tagebuch: „Stowe House, Hagley Hall und Blenheim Palace sind superb; Woburn Abbey, Caversham Park und The Leasowes sind wundervoll. Wotton House ist sowohl großartig als auch elegant, wenn auch vernachlässigt.“ In seinem Tagebuch verdammte er die Mittel, mit denen die Anwesen finanziert wurden, war aber geradezu verliebt in Hagley Hall, auch wenn er dachte, dass derartige Ausschmückungen in die rauere, amerikanische Landschaft passen würden.

## Gunpowder Plot
50 Jahre vor dem Bau des palladianistischen Landhauses und gleich nach Entdeckung des Gunpowder Plot entflohen zwei der Schurken, Robert Wintour und Stephen Littleton ihrem Gefängnis in Holbeche House nach Süden, um Humphrey Littleton um Hilfe zu bitten. Zu dieser Zeit lebte Muriel Littleton, die Witwe von John Lyttelton, der im Gefängnis gestorben war, im Hagley Park. Humphrey Littleton aber nutzte das Haus im Park.
Die Verschwörer wurden am 9. Januar 1606 im Hagley Park aufgegriffen, weil Littletons Koch John Fynwood die Behörden über ihren Aufenthalt informiert hatte. Die große Menge an Speisen, die Littleton verbrauchte, hatte ihn alarmiert und er hatte dann Robert und Stephen gesehen. Trotz der Beteuerungen Littletons, er gewähre niemandem Unterschlupf, durchsuchte ein anderer Diener, David Bate das Haus und zeigte, wo die beiden Verschwörer aus einem Hof ins offene Land entflohen. Die beiden waren zwei Monate auf der Flucht und mussten Littleton dafür dankbar sein, dass sie sich so lange dem Gesetz entziehen konnten. Dabei ist zu bemerken, dass das Haus im Hagley Park mindestens 150 Jahre vor dem Bau von Hagley Hall existierte.

## Verschiedenes

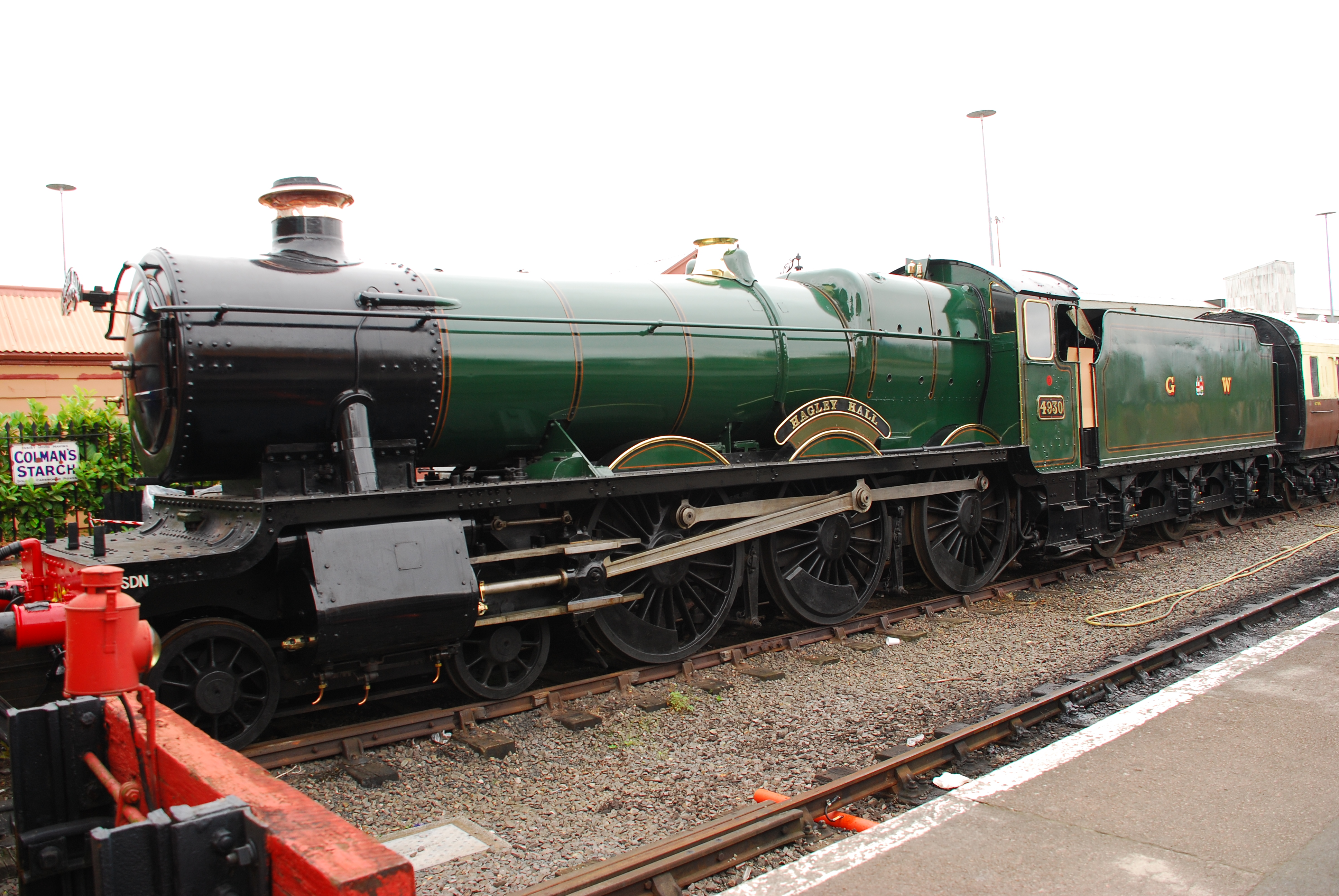
Lokomotive Nr. 4930 „Hagley Hall“ der Great Western Railways

1780, nach dem Tod von Thomas Lyttelton, 2. Baron Lyttleton, wurde Hagley Hall bis 1793 an Bernard Dewes, der später in Wellesbourne in Warwickshire wohnte, verpachtet.
Die Great Western Railway baute eine Reihe von 4-6-0-Dampflokomotiven, die nach verschiedenen Land- und Herrenhäusern benannt wurden. Lokomotive Nr. 4930 hieß „Hagley Hall“ und ist heute noch auf der nahegelegenen Severn Valley Railway im Einsatz.